# Clematis forsteri
Clematis forsteri là một loài thực vật có hoa trong họ Mao lương. Loài này được J.F.Gmel. mô tả khoa học đầu tiên năm 1791.